# Carla Bodendorf
Carla Bodendorf, née Rietig le 13 août 1953 à Eilsleben, Brandebourg, est une athlète est-allemande, pratiquant le sprint.

## Palmarès

### Jeux olympiques d'été
- Jeux olympiques d'été de 1976 à Montréal ( Canada)
  -  Médaille d'or en relais 4 × 100 m

### Championnats du monde
- Championnats d'Europe d'athlétisme de 1978 à Prague ( Tchécoslovaquie)
  -  Médaille de bronze sur 200 m
  -  Médaille de bronze en relais 4 × 100 m